# Фліртуючий чоловік
Фліртуючий чоловік (англ. The Flirting Husband) — американська короткометражна кінокомедія Мака Сеннета 1912 року з Мейбл Норманд в головній ролі.

## У ролях
- Мейбл Норманд — місіс Сміт
- Форд Стерлінг — містер Сміт
- Фред Мейс
- Мак Сеннет